# Жан-П'єр Кассель
Жан-П'єр Кассе́ль, фр. Jean-Pierre Cassel (27 жовтня 1932, Париж — 19 квітня 2007) — французький кіноактор.

## Біографія
Жан-П'єр Кассель (його справжнє прізвище — Крошон) народився 27 жовтня 1932 року в Парижі в сім'ї лікаря і оперної співачки. Як актор він дебютував в комедійному багатосерійному фільмі в 1953 (за іншими відомостями, у 1956 році фільмом «Щаслива дорога»). Але до початку 1960-х майже не був відомий, знімаючись, головним чином, в епізодичних ролях на телебаченні.
У 1958 році Кассель з величезним успіхом зіграв в екранізації твору Вольтера «Кандід». Пізніше він багато разів знімався в комедіях французького режисера Філіппа де Брока, й осучасненій екранізації вольтерівського «Кандида» Норбера Карбонно, завдяки чому він набув популярности у комедіях. Європейській публіці він став відомий в ролі Людовика XIII у фільмах Річарда Лестера «Три мушкетери» і «Чотири мушкетери», а також по ролі в «Скромній чарівності буржуазії» Луіса Бунюеля.
У 60-і — 70-і роки Кассель прославився завдяки прекрасній грі у фільмах «Армія тіней», «Скромна чарівність буржуазії». Актор також знявся в таких картинах як «Мішель Вальян: Жадання швидкості», «Багряні ріки», «Маркіз де Сад», «Пригоди молодого Індіани Джонса».
Жану-П'єру Касселю, який був великим любителем музичних комедій і мюзиклів, не раз доводилося грати в парі з такими знаменитими актрисами, як Бріжіт Бардо, Катрін Денев, Клод Жад, Фанні Ардан.
У 1980-х і 1990-х Кассель частіше працював в театрі та на ТБ, чим в кіно, хоча його як і раніше привертали до своїх проєктів крупні режисери, зокрема, Клод Шаброль.
У 1994-му Кассель опублікував книгу спогадів про свою роботу у знаменитих кінематографістів.
У 2004 році актор видав книгу «Моєму коханню». У ній Жан-П'єр розповідав про режисерів, з якими йому пощастило працювати, і віддав належне американському танцівникові Фреду Астеру, який був для нього джерелом натхнення. Жан-П'єр Кассель знявся у фільмі Джуліана Шнабеля «Скафандр і метелик», який буде представлений в конкурсній програмі Каннського кінофестивалю.
Діти: Венсан Кассель, кінозірка нового покоління.
Помер Жан-П'єр Кассель у Парижі у віці 74 років після тривалої хвороби.

## Вибрана фільмографія
- 1957 — Пішки, верхи та на машині / À pied, à cheval et en voiture — Маріель
- 1963 — Сірано і д'Артаньян / Cyrano et d'Artagnan — д'Артаньян
- 1964 — Вища невірність / Alta infedeltà — Тоніно
- 1964 — Месьє складе вам компанію / Un monsieur de compagne — Антуан Мірліфлор
- 1965 — Повітряні пригоди / Alta infedeltà — П'єр Дюбуа
- 1966 — Чи горить Париж? / Paris brûle-t-il ? — лейтенант Анрі Каршер
- 1969 — Армія тіней / L'armée des ombres — Жан-Франсуа Жарді
- 1971 — Човен на траві / Le bateau sur l'herbe
- 1972 — Скромна чарівність буржуазії / Le charme discret de la bourgeoisie — Анрі Сенешаль
- 1973 — Три мушкетери / The Three Musketeers
- 1974 — Чотири мушкетери / The Four Musketeers
- 1974 — Убивство у «Східному експресі» / Murder on the Orient Express
- 1981 — Життя продовжується
- 1988 — Цвяхоїд / Mangeclous — Де Сурвіль
- 1989 — Повернення мушкетерів / The Return of the Musketeers
- 1990 — Вінсент і Тео / Vincent & Theo
- 1995 — Церемонія
- 2000 — Пурпурові ріки
- 2000 — Сад (Маркіз де Сад) — віконт
- 2000 — Багряні ріки / Les Rivières pourpres